# Arc of a Diver
Arc of a Diver — второй сольный студийный альбом Стива Уинвуда, изданный 31 декабря  1980 года лейблом Island Records. Этот альбом, в отличие от предыдущего, оказался весьма коммерчески успешным и достиг #3 в Billboard 200, а песня "While You See A Chance" с этого альбома, выпущенная в виде сингла в феврале 1981 года, достигла #7 в Billboard Hot 100.
В 2012 году вышло делюкс-издание с добавлением бонус-треков.

## Об альбоме
| Оценки критиков                    | Оценки критиков |
| Источник                           | Оценка          |
| ---------------------------------- | --------------- |
| AllMusic                           | [ 1 ]           |
| Christgau's Record Guide: The '80s | B−              |
| Encyclopedia of Popular Music      | [ 3 ]           |
| The Great Rock Discography         | 8/10            |
| MusicHound Rock                    | 4.5/5           |
| Music Story                        | [ 3 ]           |
| The Rolling Stone Album Guide      | [ 3 ]           |

На этом альбоме Уинвуд сам исполнил партии всех инструментов. Песни написаны Уинвудом и в соавторстве в другими композиторами, в основном, с Уиллом Дженнингсом. Обложка альбома выполнена британским художником Тони Райтом, ранее уже занимавшимся оформлением нескольких альбомов группы Traffic, включая The Low Spark of High Heeled Boys.

## Список композиций
Авторы всех композиций – Стив Уинвуд и Уилл Дженнингс кроме специально указанных.

### Оригинальное издание
Сторона «А»
1. "While You See A Chance" – 5:12
2. "Arc of a Diver" (Winwood, Vivian Stanshall) – 5:28
3. "Second-Hand Woman" (Winwood, George Fleming) – 3:41
4. "Slowdown Sundown" – 5:27

Сторона «Б»
1. "Spanish Dancer" – 5:58
2. "Night Train" – 7:51
3. "Dust" (Winwood, Fleming) – 6:20

### Бонус-треки делюкс-издания (2012)
1. "Arc of a Diver" [edited US single version] (Winwood, Stanshall) – 4:16
2. "Night Train" [instrumental version] – 6:44
3. "Spanish Dancer" [2010 version] – 6:13
4. "Arc of a Diver: The Steve Winwood Story" [originally aired on BBC Radio 2] – 56:33

## Участники записи
- Стив Уинвуд – вокал, Prophet-5, Minimoog, Yamaha CS-80, Hammond B3, Steinway piano, акустическая гитара, электрогитара Fender Stratocaster, мандолина, бас-гитара, синтезатор, ударные, перкуссия, продюсирование, микширование
- John "Nobby" Clarke – вспомогательный инженер
- John Dent – мастеринг в The Sound Clinic (London, UK)
- Tony Wright – оформление обложки
- Fin Costello – фото

## Позиции в хит-парадах
Годовые чарты:
| Хит-парад (1981)                   | Позиция |
| ---------------------------------- | ------- |
| США (Billboard Top Popular Albums) | 17      |